# Гиппарионовая фауна

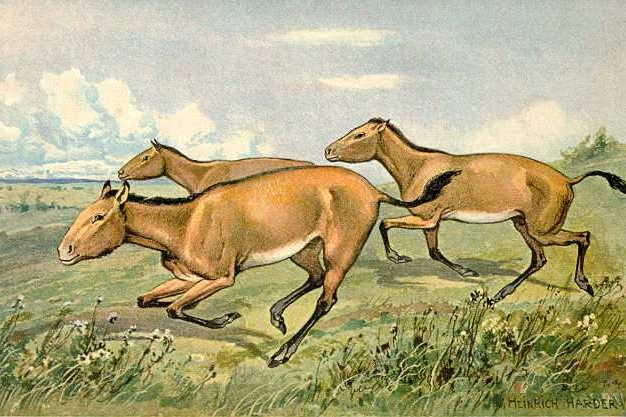
Гиппарионы (реконструкция)

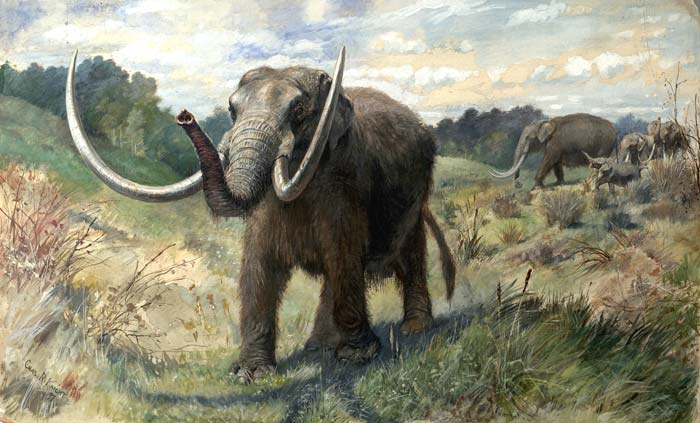
Мастодонты (реконструкция)

Гиппарионовая фауна, или гиппарионовый фаунистический комплекс — фаунистический комплекс вымерших млекопитающих, которые в позднем (верхнем) миоцене и в плиоцене (12—2 миллиона лет назад) были широко распространены в южных и умеренных (на север до 50° с. ш.) широтах Евразии и Северной Африки. Возникновение этой фауны было связано с развитием в раннем неогене на территории Евразии травянистых лесостепей и степей. Преобладали редколесья, подобные современным африканским саваннам, с участками лесов, речных долин и степей. Такой мозаичный ландшафт предоставлял большое разнообразие условий обитания для растительноядных млекопитающих, а также, как следствие, способствовал разнообразию хищников. Гиппарионовая фауна пришла на смену лесной анхитериевой фауне среднего миоцена Евразии.
В миоцене появляется прямой транссредиземноморский контакт между Европой и Африкой, миграции животных между Европой и Центральной Азией облегчает исчезновение Тургайского моря на месте Западно-Сибирской низменности, в исключительно лесной до того Берингии возникают открытые ландшафты, и эта территория становится доступной для степных фаун Азии и Америки. С этого времени травяной биом становится фактически единым по всей Арктогее, и при этом каждая из территорий вносит свой вклад в становление его фауны, обретающей уже вполне современные черты. Из Америки приходят травоядные (то есть не листоядные) лошади, кошачьи (в миоцене возникли кошки современного типа) и псовые хищники, имевшие стайную социальную организацию, ставшую для этой группы ключевым фактором успеха; из Азии — полорогие (быки и антилопы), из Африки — хоботные (слоны и мастодонты), жирафы, бегемоты, гиеновые. Все эти животные вместе с местными видами и формируют так называемую гиппарионовую фауну.
В состав гиппарионовой фауны входили разные виды трёхпалых лошадей, в том числе непосредственно гиппарионы (Hipparion), мигрировавшие в Евразию из Северной Америки, носорогов (ацератерии, хилотерии и другие), мастодонтов, слонов, жирафов (палеотрагусы, самотерии и другие), быков, антилоп (трагоцерусы), бегемотов, оленей, свиней (микростоникс и другие) и других копытных; различные хищные млекопитающие — виверры, гиены (иктитерии), куницы, псовые, барсуки Parataxidea, саблезубые кошки махайроды и динофелисы, и другие; приматы, грызуны. Кроме того в неё входили страусы и другие птицы, черепахи, ящерицы, земноводные. В разные геологические времена в различных районах в состав гиппарионовой фауны входили разные роды и виды животных. Предполагают, что в зоне умеренного пояса, где уже в неогене были отчетливо выражены сезонные изменения климата, гигантские стада копытных, аналогичные таковым современных африканских саванн, и сопровождающие их хищники должны были совершать весной и осенью далекие миграции, подобные миграциям африканских копытных, но в гораздо большем масштабе.
Кроме всех перечисленных, в состав гиппарионовой фауны входили также и предки человека. Первые гоминиды — австралопитеки — появились в конце миоцена (5—6 млн лет назад) в Восточной Африке. Около 2,5—3 млн лет назад среди австралопитеков обособились две ветви — робустная (с массивным скелетом, крупными зубами и сильно выступающей челюстью) и грацильная (с легким сложением и относительно большим объёмом черепной коробки); робустные виды (Australopithecus robustus, A. boisei, A. crassidens) были почти чисто растительноядными, тогда как грацильные (A. afarensis, A. africanus) стали часто употреблять животную пищу. Именно среди грацильных австралопитеков обособился 2,5 млн лет назад первый представитель рода Homo — Homo habilis, «человек умелый», названный так за способность к изготовлению каменных орудий (первые гальки со следами обработки найдены в слоях возрастом 2,5—2,7 млн лет).
Большинство представителей гиппарионовой фауны Евразии вымерли в конце неогена, вероятно в результате похолодания климата. В плейстоцене на смену гиппарионовой фауне пришла мамонтовая фауна тундростепей Евразии и Северной Америки. Гиппарионовая фауна в целом была в значительной степени предковой для современных фаун Африки и Южной Азии, включающих представителей тех же основных групп животных.
Крупные местонахождения фоссилий этой фауны известны в Индии, Китае, Монголии, на юге Европы (юг Украины, Молдавия, Кавказ), в Средней Азии, Казахстане и на юге Сибири. Основные местонахождения в пределах бывшего СССР: Молдавия (Калфа, Варница), Украина (Грицев, Берислав, Севастополь, Гребеники, Черевичное, Новая Эметовка); Казахстан (Павлодар, «Гусиный перелёт»). Первое крупное местонахождение было обнаружено в Греции у деревни Пикерми (Pikérmi), близ Афин (отсюда ещё одно название — пикермийская фауна).